# کنث هی
کنث هِـی (انگلیسی: Kenneth Haigh؛ ‏ ۲۵ مارس ۱۹۳۱ – ۴ فوریهٔ ۲۰۱۸) بازیگر اهل بریتانیا بود.
از فیلم‌ها یا برنامه‌های تلویزیونی که وی در آن نقش داشته‌است، می‌توان به کلئوپاترا، ژان مقدس، آلفرد هیچکاک تقدیم می‌کند، رابین و ماریان، آخر هفته در دانکرک، راهی دلپذیر برای مردن، غازهای وحشی ۲، شب‌زنده‌داری با بزن و بکوب، رابطه مرگ‌آور، پوآرو، لورنا دون و شاتل‌کاک اشاره کرد.